# 関根奈緒
関根奈緒（せきねなお）は栃木県佐野市出身の歌手である。

## 来歴
日本テレビ系「歌スタ!!」のオーディションを勝ち抜き、2007年1月にユニバーサルミュージックよりデビュー。現在、吉祥寺STAR　PINE'S　Cafeを中心にライブ活動中。

## ディスコグラフィー

### シングル
1. ひまわり（2007年1月31日）日本テレビ系「歌スタ!!」2007年1月度オープニングテーマ
  1. ひまわり（作詞・作曲：妹尾武）
  2. Destiny（作詞：関根奈緒 / 作曲：羽岡佳）
  3. ひまわり-Unplugged-
  4. ひまわり(Instrumental)